# 佩特拉基伊夫卡
49°44′41″N 33°15′30″E / 49.74472°N 33.25833°E
佩特拉基伊夫卡（烏克蘭語：Петракіївка），是烏克蘭中部的村莊，隸屬波爾塔瓦州的盧布尼區。該村處於霍羅爾河右岸，分別距離庫托爾日哈0.5公里和霍羅爾2公里，海拔高度104米，2001年人口415。